# Трамвай у Мессіні
Мессінський трамвай (італ. Tranvia di Messina, сиц. Tram di Missina) - діюча трамвайна мережа у місті Мессіна, Італія. Діє з 3 квітня 2003 року.
В експлуатації з 2003 року, завдовжки 7,7 км, має одну лінію, за маршрутом Гацці - Аннунцьята.
Рухомий склад складається з 15 сучасних потягів 5-вагонних зчленованих трамваїв Alstom Cityway.

## Ресурси Інтернету
- Associazione Ferrovie Siciliane - AFS (Messina), Rail and maritime transport, modelling, culture, ... (італ.)
- Messina tram at public-transport.net